# August Gudewill
Johann August Christel Friedrich Gudewill (* 6. August 1854 in Thedinghausen; † 6. Februar 1906 in Bremen) war ein deutscher Bankier, Stifter und Namensgeber der Oberschule Thedinghausen, die Gudewill-Schule.

## Leben
Gudewills Vater Gustav Friedrich Gudewill war ein wohlhabender Geschäftsmann. Im Alter von nur 23 Jahren hinterließ ihm sein Vater bei seinem Tod ein Unternehmen. Seit 1897 gab es in Thedinghausen eine Privatbank. Gudewill war einer ihrer Gründer. Nachdem eine neu eröffnete Sparkasse mit seiner Bank konkurrierte schloss er diese und ließ das Gebäude abreißen. Heute steht dort eine Filiale der Kreissparkasse Verden.
Das alte Haus wurde an einer anderen Stelle im Ort wieder aufgebaut und zum Bauernhaus umfunktioniert. Das zugehörige Grundstück wird mit 14 Morgen, also rund 5 Hektar angegeben.
Gudewill heiratete nicht und hinterließ keine Nachkommen.

## Gudewill-Stiftung
In seinem Testament legte Gudewill fest, dass sein Land und Haus verkauft und das Vermögen in eine Stiftung übergehen möge. Das Ziel der "August Gudewill Stiftung zu Thedinghausen" ist wohltätiger Natur. Dazu werden zum Beispiel Schulen oder Kindertagesstätten unterstützt, wie die Gudewill Schule, die Hilfe bei der Umsetzung eines Musicals bekam.
Der Zweck der in der Braunschweiger Straße in Thedinghausen sitzenden Stiftung wird vollständig wie folgt angegeben:

„Unterstützung von alten und hilfsbedürftigen Personen, Förderung der öffentlichen Gesundheitspflege, Jugendpflege, Denkmalpflege, freien Wohlfahrtspflege, des Sports, kultureller Zwecke, Volksbildung, Heimatkunde, Feuerschutz, Naturschutz - nur im Gebiet der Gemeinde Thedinghausen“